# لمنور مروش
لمنور مروش (1933 - 14 أغسطس 2024)، هو مؤرخ جزائري، تخصص في تاريخ شمال إفريقيا، تحديدا الجزائر، خلال فترة الوجود العثماني بالمنطقة.
وُلد بقرية أولاد لعياضي ببلدية برج الغدير في ولاية برج بوعريريج شرق الجزائر، نشأ وسط أسرة محافظة حرِصت على تعليمه، فتدرّج بذلك في مدرسة التهذيب التابعة لجمعية العلماء المسلمين الجزائريين، فحاز الشهادة الابتدائية سنة 1947م، ثم تحصل على إجازة من قبل الجمعية للدراسة في جامع الزيتونة بتونس، وقد نشرت جريدة البصائر حينها اسمه ضمن الطلبة المتفوّقين. وبتونس درس مدّة ثلاث سنوات (1947-1951م) حاز خلالها على شهادة التحصيل العلمي لينتقل للقاهرة في مصر سنة 1952م، وهناك قرّر إكمال مشواره العلمي بجامعة القاهرة في شعبة التاريخ.
لمّا اندلعت ثورة التحرير الجزائرية سنة 1954 كان لمنور مروش خلالها طالبًا بجامعة القاهرة وقد قرّر الانضمام لها مبكّرًا.

## وفاته
توفي يوم الأربعاء 14 أغسطس 2024 بمدينة باريس الفرنسية، عن عمر ناهز 92 سنة، بعد معاناة مع المرض.

## من مؤلفاته
- كتاب: «أبحاث في تاريخ الجزائر العثمانية العملات، الأسعار والمداخيل من 1520 إلى 1830».
- كتاب: «دراسات عن الجزائر في العهد العثماني -العملة، الأسعار،والمداخيل».